# Gyrinus aeneolus
Gyrinus aeneolus är en skalbaggsart som beskrevs av Leconte 1868. Gyrinus aeneolus ingår i släktet Gyrinus och familjen virvelbaggar. Inga underarter finns listade i Catalogue of Life.